# Alice Glass
Alice Glass, właśc. Margaret Osborn (ur. 25 sierpnia 1988 w Toronto) – kanadyjska wokalistka, była członkini zespołu Crystal Castles. W 2015 roku rozpoczęła karierę solową.

## Życiorys

### Wczesne życie
Alice Glass (właśc. Margaret Osborn) urodziła się w 1988 r. w Toronto, w rodzinie z irlandzkimi korzeniami. Ma młodszą siostrę. W dzieciństwie była samotna. Śpiewała w kościelnym chórze. W wieku 15 lat Alice wyprowadziła się z domu i zaczęła życie w squacie punków i osób uzależnionych od narkotyków. Miała myśli samobójcze w nastoletnim wieku.

### Crystal Castles

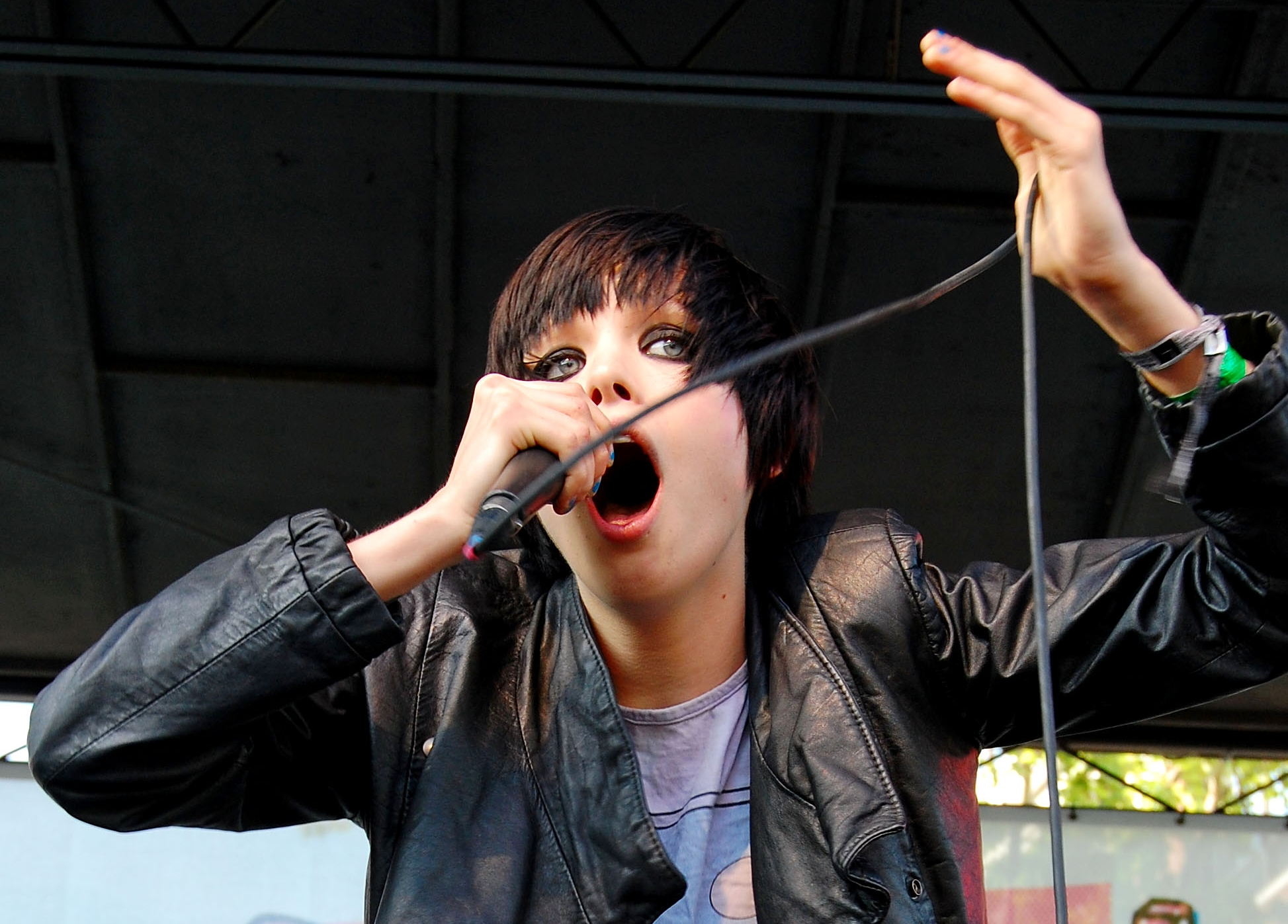
Alice Glass podczas koncertu w 2008 r.

W wieku 15 lat Alice poznała Ethana Katha (właśc. Claudio Palmieri), który zauważył ją na jednym z koncertów jej punkowej kapeli, Fetus Fatale. Kath był pod ogromnym wrażeniem umiejętności Alice. Twierdził, że w końcu znalazł „brakujący element” do swojej muzyki. W grudniu 2004 wspólnie zaczęli pracować nad muzyką. Kath dał jej płytę z 60 podkładami muzycznymi, z których Alice wybrała 5, do których nagrała wokal. Pierwszy opublikowany utwór Glass i Katha pt. Alice Practice spotkał się z dużą popularnością w serwisie MySpace. Nagraniem zainteresowała się wytwórnia London UK's Merok Records, która wydała w 2006 r. ich pierwszą EP-kę Alice Practice. Wtedy Kath i Glass założyli dwuosobowy zespół Crystal Castles. Kath namówił Glass do porzucenia liceum i ruszenia w trasę koncertową. W marcu 2008 r. wydali swój pierwszy długogrający album pt. Crystal Castles. W kolejnych latach wydali wspólnie jeszcze dwa albumy: Crystal Castles (II) i III.
8 października 2014 r. ogłosiła na Twitterze swoje odejście z zespołu. 

### Solowa kariera

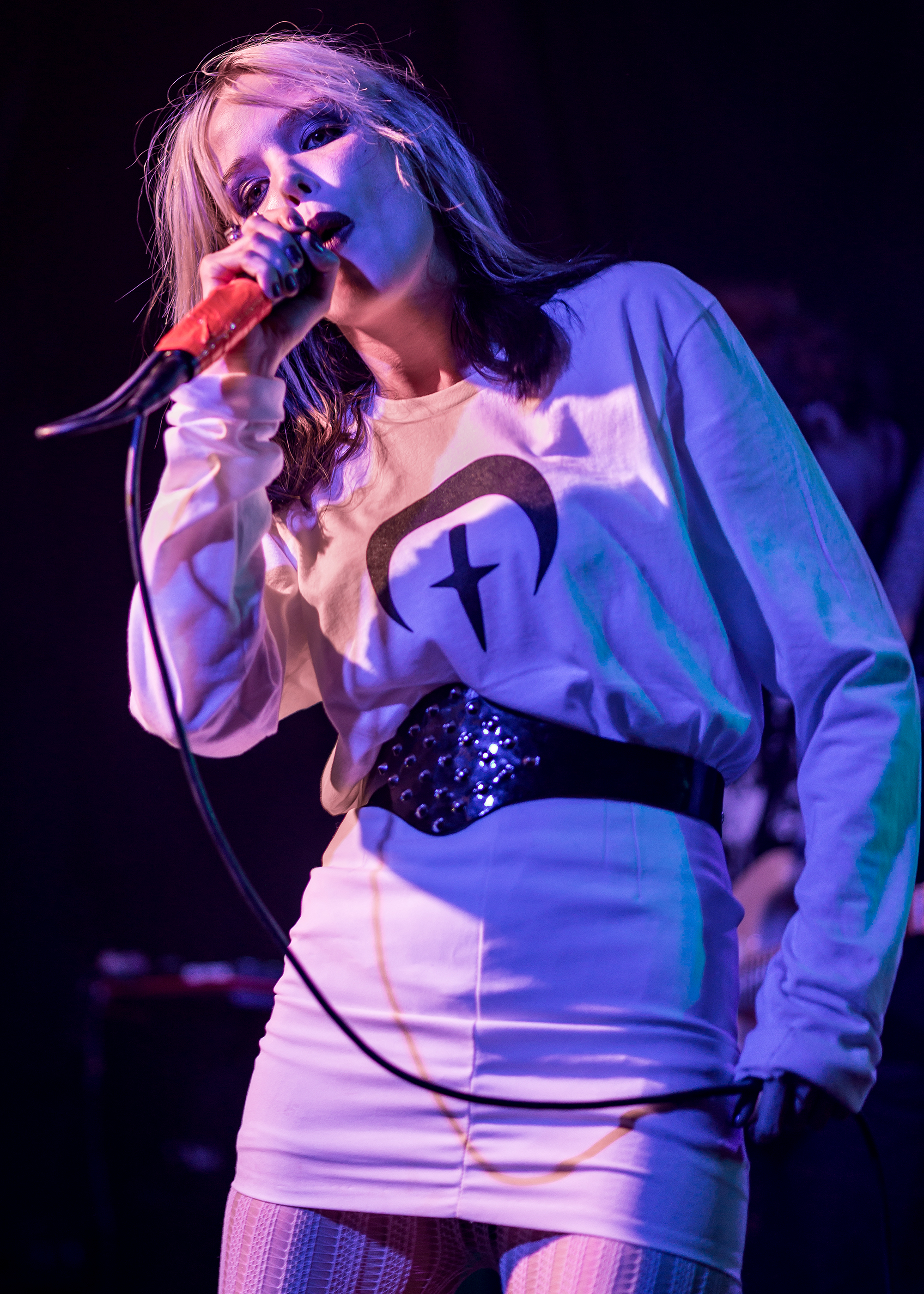
Alice Glass podczas koncertu w 2017 r.

17 lipca 2015 roku udostępniała swój pierwszy solowy singiel pt. Stillbirth, którego producentem i współautorem był członek zespołu HEALTH, Jupiter Keyes. W sierpniu 2017 r. opublikowała singiel Without Love i minialbum Alice Glass, zapowiedziała także trasę koncertową z Marylinem Mansonem.
W październiku 2017 r. opublikowała oświadczenie na swojej stronie internetowej, w którym opisała przemoc, której miała doświadczyć ze strony Ethana Kata. Stwierdziła w nim, że prawie dekadę był zastraszana, bita, kontrolowana i wykorzystywana seksualnie przez współzałożyciela Crystal Castles. Pierwszy raz miał ją wykorzystać, gdy miała 15 lat. Opisuje, że była przez niego manipulowana i kontrolowana, do tego stopnia, że Kath wybierał, w co się ubierała i co wolno jej jeść. Oświadczenie kończy stwierdzeniem, że odejście z Crystal Castles było najtrudniejszą decyzją, jaką kiedykolwiek podjęła, ale jednocześnie jedną z najlepszych, jakie kiedykolwiek podjęła. Kath, za pośrednictwem prawnika wysłał portalowi Pitchfork oświadczenie, w którym stwierdził, że historie przytaczane przez Glass to czysta fikcja. Wkrótce Kath pozwał Glass o zniesławienie, zarówno pozew, jak i apelacja od wyroku zostały oddalone. Kalifornijski sąd zasądził także odszkodowanie dla Glass w wysokości niespełna 21 tys. dolarów tytułem kosztów sądowych. W wywiadzie z czerwca 2018 dla Guardiana Glass wymieniła kolejne przykłady znęcania się Katha nad nią. Wspomniała o m.in. wyrywaniu jej włosów czy zmuszaniu jej do grania koncertów po wstrząsie mózgu mimo zaleceń lekarza.
W 2020 r. powiedziała, że nie otrzymuje odpowiednich tantiem za działalność w Crystal Castles. Glass napisała na Twitterze, że sama nie popiera Crystal Castles i jej fani też nie powinni.
W 2022 r. wydała debiutancki solowy album Prey//IV.

## Wyróżnienia
Alice Glass została ogłoszona numerem 1 Cool Icon by NME, pokonując takie gwiazdy jak Jay-Z. W 2011 roku Rolling Stone nazwał Alice jedną z 10 ikon dwudziestu lat festiwalu Lollapalooza. Również w 2011 roku Alice Glass z zespołem Crystal Castles otrzymała nagrodę John Peel Award. Debiutancki album Crystal Castles sklasyfikował się na miejscu 39. w Top 100 Greatest Albums of the Decade (100 najlepszych albumów dekady) według magazynu NME.

## Dyskografia
Single
- "Stilbirth" (2015)[25]

Albumy
- "Alice Glass" (2017)[26]
- Prey//IV (2022)